# 呉服橋駅
呉服橋駅（ごふくばしえき）は、かつて東京府東京市麹町区（現・東京都千代田区）にあった鉄道駅である。
東京駅開業までの4年間だけ存在した仮駅だった。現在の東京駅北側、永代通りに面する高架上にホームおよび駅舎を設けていた。

## 歴史
東京における鉄道網は、南側は新橋駅（後の汐留駅）を起点として東海道本線が、北側は上野駅を起点として日本鉄道、および鉄道国有化後の東北本線が線路を延ばしていたが、その間を結ぶ鉄道は長らく存在していなかった。この間を結んで、東京の中央駅としての東京駅を設置する構想は、実現するまでに長い時間がかかった。1900年（明治33年）に東京駅に着工されるが、日露戦争の影響などもあり完成するまでにはさらに長い期間を要した。
この間、上野から田端駅 - 池袋駅 - 新宿駅 - 品川駅 - 烏森駅（現・新橋駅）を結ぶ、後に山手線へと発展するCの字状の電車の運転が1909年（明治42年）から開始された。東京駅までの高架の電車用線路は1910年（明治43年）には完成しており、日本橋や京橋など沿線の住民からは電車の早期運転開始を求める声が高まっていた。これを受けて、有楽町駅から0.7マイル先の、永代通りに面した高架上に設置した呉服橋駅まで、同年9月15日から電車の運転が開始されることになった。
呉服橋駅は2両編成の電車が停車できる程度の小さなホームしかない駅であったが、利用客は多かった。有楽町方面から来た電車はこの駅で折り返しており、この駅より北側が上野駅まで繋がるのはさらに後の1925年（大正14年）11月1日のことになる。この駅が使用されていた時点ですでに東京駅の駅舎の工事はかなり進んでおり、電車は東京駅の工事現場の中を走っていた。
呉服橋駅は東海道本線の支線の所属駅とされていた。この当時、東海道本線の起点は新橋駅で、これに対して山手線の電車は浜松町駅から東海道本線の支線とされた線路を走って烏森 - 有楽町 - 呉服橋へと至っていた。したがって、呉服橋駅は浜松町駅から分岐した東海道本線支線の終点駅であった。この当時は距離はマイル表示であり、浜松町 - 呉服橋は2.1マイル、有楽町 - 呉服橋は0.7マイルであった。
1914年（大正3年）12月20日の東京駅開業に合わせて、呉服橋駅は廃止となった。東京 - 有楽町間の距離は0.5マイルとされ、呉服橋 - 有楽町間に比べて0.2マイル短縮したことになる。

### 年表
- 1910年（明治43年）9月15日 - 有楽町 - 呉服橋間開業に合わせて開設[1]。
- 1914年（大正3年）12月20日 - 東京駅の開業に伴い廃止[1][2]。

## 隣の駅
鉄道院
東海道本線（支線）
有楽町駅 - 呉服橋駅